# Adela Rogers St. Johns
Adela Nora Rogers St. Johns (20 de mayo de 1894-10 de agosto de 1988) fue una periodista, novelista, y guionista estadounidense. Escribió varios libretos para películas mudas pero es más conocida por sus éxitos como «La mayor reportera femenina del mundo» durante las décadas de 1920 y 1930.

## Biografía
St. Johns nació en Los Ángeles en 1894. Asistió a la Escuela Preparatoria Hollywood, graduándose en 1910.
Consiguió su primer trabajo en 1912 como una reportera para el San Francisco Examiner de William Randolph Hearst, un amigo de su padre. St. Johns informaba sobre delincuencia, política, sociedad y deportes antes de trasladarse al Los Angeles Herald en 1913.
Después, St. Johns recibió una oferta de trabajar para Photoplay, una revista de fanes. Sus entrevistas con famosos ayudaron a incrementar la circulación de la revista. También escribió cuentos para Cosmopolitan, The Saturday Evening Post y otras revistas, y completó 9 guiones, antes de volver a trabajar para periódicos de Hearst.
Con un estilo emocional y distintivo, St. John informó sobre asuntos tales como el controvertido combate de boxeo entre Jack Dempsey y Gene Tunney en 1927, el tratamiento de pobres durante la Gran Depresión, y el juicio de Bruno Hauptmann por el secuestro y asesinato del hijo de Charles Lindbergh.
En la década de 1930, se mudó a Washington D. C. para informar sobre la política para el Washington Herald. Su cobertura de temas como el asesinato del senador Huey Long en 1935, la renuncia del rey Eduardo VIII en 1936, la Convención Demócrata Nacional de 1940, y otras noticias importantes hicieron de ella una de las reporteras más famosas de su época. St. Johns dejó de trabajar en periódicos en 1948 para escribir libros y enseñar periodismo en la Universidad de California en Los Ángeles.
St. Johns recibió la Medalla Presidencial de la Libertad el 22 de abril de 1970.
Durante las décadas de 1960 y 1970, St. Johns era una invitada frecuente en programas de entrevistas como The Tonight Show. Durante una visita al Tonight Show, Paar señaló que St. Johns había conocido a muchas leyendas del cine clásico de Hollywood y alguna vez se rumoreó que había tenido un hijo con Clark Gable. St. Johns bromeó: «Bueno, ¿quién no hubiera querido tener un bebé con Clark Gable?». Paar preguntó si había algo que quisiera hacer que aún no hubiera hecho en su increíble vida, a lo que St. Johns respondió: «Solo quiero vivir lo suficiente para ver cómo resulta todo».[cita requerida]
En 1976, a la edad de 82, volvió a ser reportera para el Examiner para cubrir el juicio de Patty Hearst, nieta de su ex empleador.
St. Johns pasó sus últimos años en Arroyo Grande, California, y murió allí el 10 de agosto de 1988 a la edad de 94.
St. Johns se casó tres veces y tuvo cuatro hijos.

## Carrera como guionista
- Old Love for New (1918)
- Marked Cards (1918)
- The Secret Code (1918)
- Broken Laws (1924)
- Inez from Hollywood (The Worst Woman in Hollywood, 1924)
- Lady of the Night (1925)
- The Red Kimona (1925)
- The Skyrocket (1926)
- The Wise Guy (1926)
- The Broncho Twister (1927)
- Children of Divorce (1927)
- Singed (1927)
- The Patent Leather Kid (1927)
- The Arizona Wildcat (1927)
- The Heart of a Follies Girl (1928)
- Lilac Time (1928)
- Scandal (1929)
- The Single Standard (1929)
- A Free Soul (1931)
- What Price Hollywood? (1932)
- Miss Fane's Baby Is Stolen (1934)
- A Woman's Man (1934)
- A Star Is Born (1937, no acreditada)
- Back in Circulation (1937)
- The Great Man's Lady (1942)
- Government Girl (1943)
- That Brennan Girl (1946)
- Smart Woman (1948)
- The Girl Who Had Everything (1953, basada en su novela A Free Soul)

## Premios y distinciones
Premios Óscar
| Año  | Categoría       | Película             | Resultado |
| ---- | --------------- | -------------------- | --------- |
| 1933 | Mejor argumento | Hollywood al desnudo | Nominada  |